# Amatignak
Amatignak (en aleutià Amatignax̂) és una illa que forma part de les illes Delarof, un subgrup de les Illes Andreanof, a les illes Aleutianes, al sud-oest d'Alaska, als Estats Units.
El punt més meridional d'Alaska es troba en aquesta illa, així com la longitud més occidental d'Alaska, Estats Units i Amèrica del Nord.
L'illa fa uns 8 km de nord a sud per uns 4 d'est a oest i es troba deshabitada. Ulak, a sis quilòmetres al nord-est, és l'illa més propera.